# 유성 연구개 파찰음
유성 연구개 파찰음은 혀의 뒷부분으로 연구개를 막은 다음 기류를 천천히 터트리면서 마찰하면서 나오는 닿소리이다. 국제음성기호로 [ɡɣ]로 나타낸다.

## 예시
- 영국 영어의 용인 발음: 가끔 첫소리의 g에서 이 소리가 난다.
- 슬로베니아어: 유성 장애음 앞의 kh에서 변이음으로 난다.